# Festool
Festool — один из ведущих мировых производителей электроинструмента для обработки древесины, и в частности для столяров-краснодеревщиков.

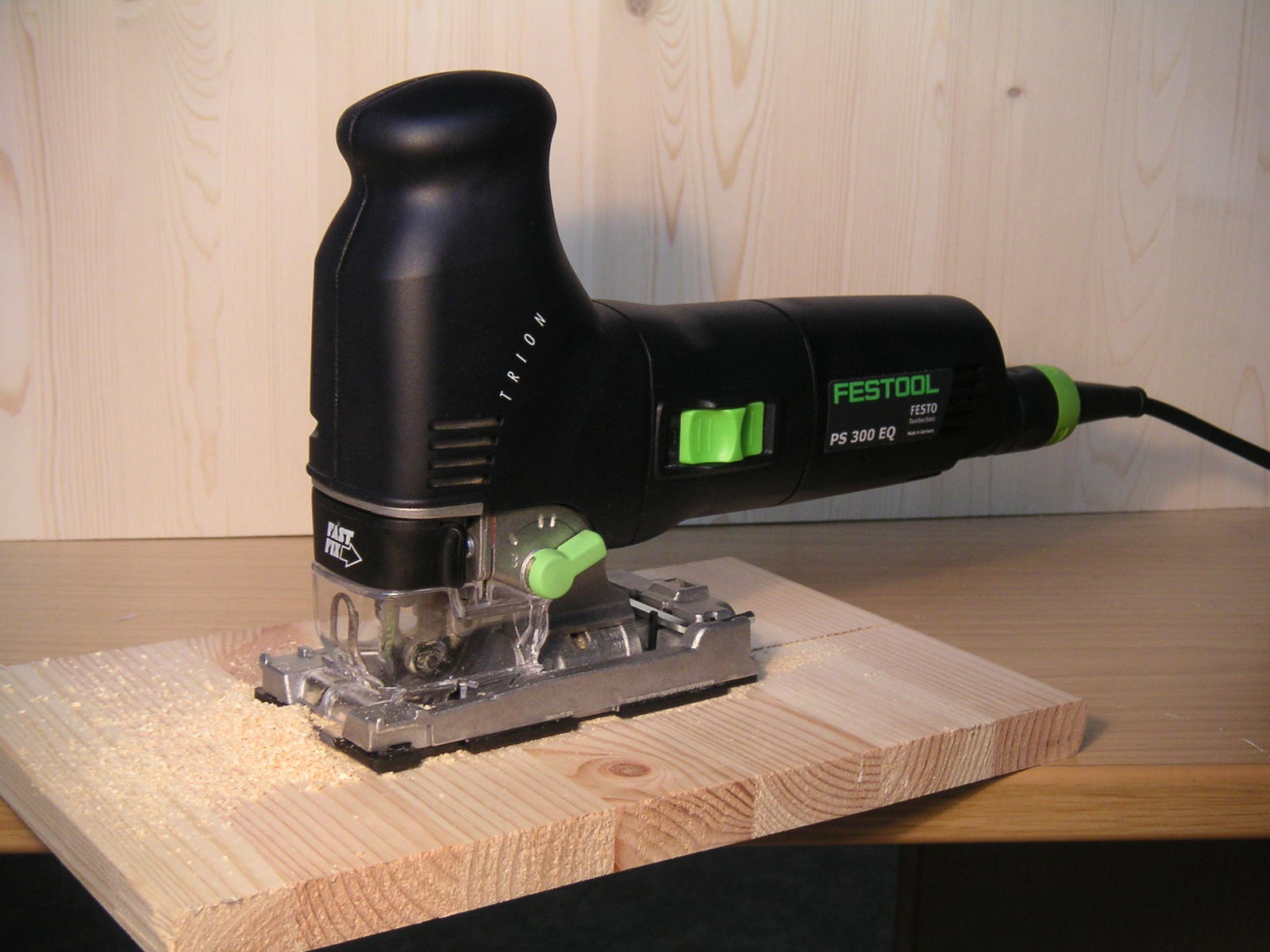
Электрический лобзик Festool

Компания расположена в немецком городе Вендлинген-на-Неккаре (земля Баден-Вюртемберг).
Компания Festool была создана в 2000 году путём выделения линии по производству электроинструментов из компании Festo. Компания Festo была основана Готтлибом Штоллем и Альбертом Фецером в 1925 году. Изначально они производили деревообрабатывающее оборудование, но затем сосредоточились на области автоматизации.
Под брендом Festool ныне реализуются дрели-шуруповёрты, электрические лобзики, дисковые, торцово-усовочные, строительные и монтажные дисковые пилы, вертикальные, оконные, дисковые, дюбельные, кромочные фрезеры, многофункциональные столы (верстаки).
Инструмент Festool используется также и в автосервисах.

## История
В 1925 году Альберт Фезер и Готлиб Штоль основали компанию Festo.  Изначально компания занималась ремонтом деревообрабатывающего оборудования и его модернизацией,  заменяя подшипники скольжения на шариковые.
В период с 1925 по 1932 год под первым логотипом компании "Fezer & Stoll" были разработаны первые инструменты для плотников. В 1929 году была создана первая мобильная (переносная) цепная пила, которая выполняла тяжёлую работу, ранее выполнявшуюся вручную. В 1930 году появилась портативная циркулярная пила SB 126, позволяющая перемещать инструмент к обрабатываемому материалу. В 1932 году был представлен цепной долбежник ZUM 140, предназначенный для выборки пазов, сверления отверстий и фрезерования канавок на лестничных тетивах с помощью дополнительного устройства. В 1933 году компания Festo представила свой первый логотип. 
В 1938 году компания Festo начала использовать выставки как площадку для демонстрации своей продукции. В 1930-х и 1940-х годах дисковые шлифовальные машины MTD и KTD были бестселлерами.  Также в этот период компания Festo выпустила первый шлифовальный станок с запатентованной независимой системой пылеудаления.
В 1946 году компания представила маятниковую торцовочную пилу AE 85, ориентированную на деревообрабатывающую промышленность. В этом же году была представлена портативная дисковая пила AD 85, имевшая шесть преимуществ: внешняя защита от обратного хода, регулировка глубины реза без изменения центра тяжести двигателя, наклонное положение пилы на уровне указателя разметки, разметочный маркер, выброс стружки и контактная поверхность стола пилы. В 1951 году компания RTE выпустила орбитальную шлифовальную машину, которая заменила ручное шлифование, считавшееся трудоемким процессом среди маляров, плотников и автомобильных маляров.
В 1953 году была запатентована (патент № 843300) портативная дисковая пила SÄGEHEXE AAU 50.  Это была первая одноручная дисковая пила мощностью 500 ватт с глубиной пропила 50 мм, позволявшая плотникам работать одной рукой,  удерживаясь другой рукой, например, за крышу. В 1956 году Festool представил портативную дисковую пилу AU 50/65, которая пришла на смену модели SÄGEHEXE.  Отличительной особенностью AU 50/65 являлась запатентованная в 1958 году (патент № 1089148) встроенная скользящая муфта, предотвращавшая перегрузку двигателя и повышавшая безопасность пользователя. Пила AU 50/65 также имела регулировку глубины пропила и возможность наклонного позиционирования.